# Fall River (Wisconsin)
Pour les articles homonymes, voir Fall River.
Fall River est un village du comté de Columbia, dans l'État du Wisconsin, aux États-Unis. En 2020, il comptait une population de 1 801 habitants.